# Campanula andina
Campanula andina är en klockväxtart som beskrevs av Franz Josef Ivanovich Ruprecht. Campanula andina ingår i släktet blåklockor, och familjen klockväxter. Inga underarter finns listade i Catalogue of Life.